# Фехнер, Герберт
Ге́рберт Курт Фе́хнер (нем. Herbert Kurt Fechner; 27 августа 1913, Берлин — 28 декабря 1998, Берлин) — немецкий политик, член СЕПГ, второй обер-бургомистр Восточного Берлина.

## Биография
Сын столяра, Герберт Фехнер обучался на ремесленного рабочего по прокладке телеграфных сетей, работал также полировщиком мебели. В 1927 году вступил в молодёжную социалистскую организацию и участвовал в рабочем спортивном движении. В 1940 и 1943—1945 годах служил в вермахте и ещё до окончания войны попал в плен к союзникам.
В 1945 году вступил в СДПГ, затем в СЕПГ и в 1948 году был избран секретарём окружного отделения СЕПГ в берлинском Лихтенберге, а в 1950—1951 годах работал в должности первого секретаря окружного управления Трептова. В 1951 году Фехнер курировал в правительстве Восточного Берлина вопросы народного образования, здравоохранения и социального обеспечения. В 1953—1961 годах работал на должности заместителя обер-бургомистра Восточного Берлина и в 1954—1976 годах избирался депутатом городского собрания Берлина. В 1957 году Фехнер учился в Высшей партийной школе имени Карла Маркса. В 1961—1967 годах Фехнер работал бургомистром округа Кёпеник, состоял членом окружного законодательного собрания и входил в руководство окружного отделения СЕПГ. С 1963 году Фехнер обучался на заочном отделении в Немецкой академии государства и права в Потсдаме, которую окончил с дипломом государствоведа в 1965 году. В 1967—1974 году занимал пост обер-бургомистра Восточного Берлина, став преемником Фридриха Эберта-младшего. В 1967 году Фехнер был выдвинут кандидатом в члены ЦК СЕПГ и избран депутатом Народной палаты ГДР. С 1974 года Фехнер возглавлял межпарламентскую группу и входил в состав президиума Лиги дружбы народов ГДР. Кавалер орденов «За заслуги перед Отечеством», «Звезды дружбы народов» и ордена Карла Маркса. Похоронен на берлинском Лесном кладбище Обершёневайде.